# 中华跃蛛
中华跃蛛（学名：Sitticus sinensis）为跳蛛科跃蛛属的动物。在中国大陆，分布于吉林、辽宁、甘肃、青海、新疆、北京、河北、陕西、山东、湖南等地。该物种的模式产地在中国。
其种加词“sinensis”意为“中华的”。